# 1767 год в музыке

## События
- 22 февраля — В Гётеборге 10-летняя Ловиса Аугусти, в дальнейшем звезда шведской оперы, впервые в жизни выступила перед публикой.[1]
- 12 марта — состоялась премьера первой части кантаты «Долг первой заповеди» Вольфганга Амадея Моцарта, которая была завершена Михаэлем Гайдном и Антоном Каэтаном Адльгассером.
- 11 сентября — 11-летний Вольфганг Амадей Моцарт, его отец Леопольд, его мать Анна-Мария и старшая сестра Наннерль покинули Зальцбург, рещив перебраться в Вену. По дороге они остановились в Мельке, где молодой Вольфганг сыграл на органе[2]. Несколько недель спустя, вспышка оспы в Вене заставляет их бежать из города в Брно.
- 26 октября — Вольфганг Амадей Моцарт заболел оспой, вылечившись к 10 ноября, но затем заболела его сестра Наннерль, она также выжила.
- Опубликован «Музыкальный словарь» (фр. Dictionnaire de musique) Жан-Жака Руссо.

## Классическая музыка
- Томас Арн — Four Symphonies.
- Йозеф Гайдн — Симфонии № 35, 38 и 58.
- Михаэль Гайдн — Divertimento for 2 Basset-horns, 2 Horns and Fagot in C.
- Антонио Саккини — Sinfonia in D major.

## Популярная музыка
- Джеймс Хук[англ.] — первое собрание песен для Воксхолл-Гарденз.

## Опера
- Феличе Алессандри[итал.] — «Эцио» (итал. Ezio).
- Майкл Арн — «Кимон» (Cymon).
- Кристоф Виллибальд Глюк — «Пролог» (итал. Il Prologo) и «Альцеста» (итал. Alceste).
- Иоганн Адам Хиллер — «Лотхен при дворе» (нем. Lottchen am Hofe).
- Вольфганг Амадей Моцарт — «Аполлон и Гиацинт, или Превращение Гиацинта» (лат. Apollo et Hyacinthus seu Hyacinthi Metamorphosis).
- Йозеф Мысливечек — «Беллерофонт» (итал. Il Bellerofonte).
- Флориан Леопольд Гассман — «Влюблённый ремесленник» (итал. L'amore artigiano) и «Амур и Психея» (итал. Amore e Psiche).
- Франсуа Жозеф Гассек — «Туанон и Туанетта» (фр. Toinon et Toinette) и «Двойное переодевание» (фр. Le double déguisement).

## Родились
- 27 апреля — Андреас Ромберг, немецкий композитор и музыкант-виртуоз (кларнет и скрипка), двоюродный брат Бернхарда Ромберга (умер в 1821).
- 4 мая — Тьягараджа, индийский музыкант и композитор, один из величайших композиторов карнатической музыки (умер в 1847).
- 24 мая — Йозеф Игнац Шнабель[нем.], силезский композитор и капельмейстер (умер в 1831).
- 17 сентября — Анри Монтан Бертон, французский композитор, музыкальный теоретик, педагог и автор, член Института Франции, сын и ученик дирижёра и композитора Пьера Монтана Бертона (умер в 1844).
- 22 сентября — Жозе Маурисио Нунес Гарсиа, бразильский композитор и музыкант-мультиинструменталист (умер в 1830).
- 26 сентября — Венцель Мюллер, австрийский композитор (умер в 1835).
- 11/12 ноября — Бернхард Ромберг, немецкий виолончелист и композитор, считающийся основателем школы виолончелистов в Германии, двоюродный брат Андреаса Ромберга (умер в 1841).
- 8 декабря — Антуан Фабр д’Оливе, французский драматург, учёный и философ-мистик (умер в 1825).
- 13 декабря — Август Эберхард Мюллер[нем.], немецкий органист, композитор и кантор Томаскирхе в Лейпциге (умер в 1817).
- дата неизвестна
  - Иоганн Кристиан Готтлиб Граупнер[англ.], немецкий музыкант, композитор, педагог и издатель (умер в 1836).
  - Филип Вишнич, эпический поэт и гусляр, известный как «сербский Гомер» (умер в 1834).
  - Луиджи Дзамбони, итальянский оперный певец (умер в 1837).
  - Гаспар Смит[нем.], испанский органист и композитор (умер в 1819).
- возможно — Льюис Лейвену[англ.], музыкант, музыкальный продавец и издатель (умер в 1818).

## Умерли
- 3 января — Лука Антонио Предьери[англ.], итальянский скрипач и композитор (род. в 1688).
- 7 апреля — Франц Шпарри (нем. Franz Sparry), австрийский композитор (род. в 1715).
- 15 мая — Франц Готтлиб Шпёкнер[англ.], австрийский танцор и танцмейстер, свидетель на свадьбе родителей В. А. Моцарта (род. в 1705).
- 22 июня — Юхан Хенрик Фрайхоф[дат.], норвежско-датский скрипач и композитор (род. в 1713).
- 25 июня — Георг Филипп Телеман, немецкий композитор (род. в 1681).
- 3 июля — Мэттью Дюбург[англ.], ирландский скрипач, дирижёр и композитор(род. в 1707).
- 28 августа — Иоганн Шоберт, немецкий клавесинист и композитор (род. ок. 1720).
- 10 сентября — Чарльз Джон Фредерик Лампе[англ.], английский органист и композитор (род. в 1739).
- 19 сентября — Иоганн Петер Мигендт (нем. Johann Peter Migendt), немецкий органный мастер (род. в 1703).
- 23 декабря — Иоганн Георг Айхгассер (нем. Johann Georg Aichgasser), немецкий органный мастер (род. в 1701).